# Мельнична (притока Ками)
Ме́льнична (рос. Мельничная) — річка в Чайковському районі Пермського краю та Сарапульському районі Удмуртії, Росія, ліва притока Ками.
Починається на південний схід від села Ольховка. Протікає на південний захід, впадає до річки Кама навпроти села Нечкино.
Річка неширока, береги невисокі, порослі лісом. В нижній течії зліва приймає притоку з із заплавним довгим озером.